# Макфа
«Макфа» — российская компания, производитель макаронных изделий, а также муки, круп. Входит в первую пятёрку крупнейших мировых производителей макаронных изделий, доля на российском рынке макаронных изделий — более 23 %. Национализирована в 2024 году в ходе антикоррупционного иска. 
Объём производства макаронных изделий составляет более 180 тысяч тонн в год, муки всех сортов — 450 тысяч тонн в год, крупы — свыше 10 тысяч тонн в год.
Обладает собственными сельскохозяйственными угодьями. Исполнительный орган компании (ООО «Управляющая компания „М-Групп“») расположен в Москве. Офис компании (продажи, закупки, логистика) расположен в Челябинске.

## История
Образовалось в результате слияния Сосновского комбината хлебопродуктов и Челябинской макаронной фабрики.
Челябинская макаронная фабрика была сдана в эксплуатацию в ноябре 1937 года. В годы Великой Отечественной войны фабрика отправила на фронт более 50 тыс. тонн макаронных изделий и сухарей. Предприятие неоднократно реконструировалось в 1951, 1965, 1992 годах.
В период с 2002 по 2008 год введено в эксплуатацию 7 итальянских линий по производству разнообразных макаронных изделий. В 2009 году установлена и запущена четырнадцатая по счету линия по производству макаронных изделий.
Суммарные производственные мощности предприятий компании превысили 180 тыс.тонн в год, что составляет 20,0 % всего производства макаронных изделий в Российской Федерации, в том числе макарон из твёрдых сортов пшеницы — свыше 35,0 %.

## Предприятия

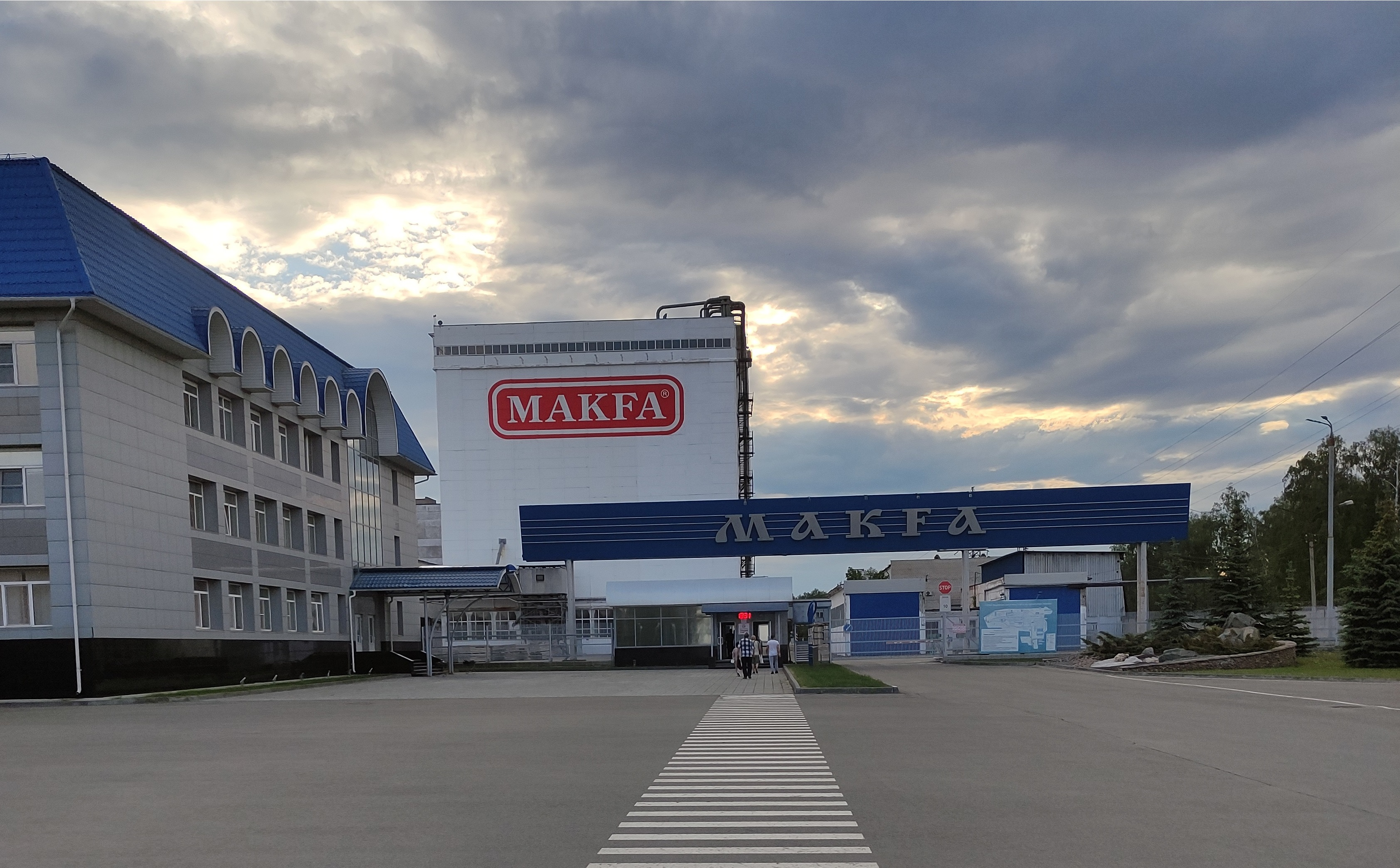
Фабрика Макфа в п. Рощино

- «Макфа» (Челябинская область). п Рощино.
- «Первый хлебокомбинат». Челябинск.
- «Гогинская хлебная база» (Челябинская область). п. Гогино
- «Темп Автотех». Челябинск.
- «Мишкинский КХП» (Курганская область). рп. Мишкино
- «СМАК». Екатеринбург.
- «Курганский КХП» Курган
- «Мукомол» (Ставропольский край). г. Георгиевск
- Каланчакский комбинат хлебопродуктов (Херсонская область)[5]. п. МИРНОЕ
- Производственная площадка Троицкое (Алтайский край). п. Троицкое[6]

## Показатели деятельности
По рейтингу «Росконтроля», продукт компании занимает второе место.

### 2011 год
| Выручка       | Прибыль      | Активы        | Капитал и резервы |
| ------------- | ------------ | ------------- | ----------------- |
| 9,3 млрд руб. | 842 млн руб. | 9,9 млрд руб. | 7 млрд руб.       |

### 2012 год
| Выручка              | Прибыль             | Активы               | Капитал и резервы   |
| -------------------- | ------------------- | -------------------- | ------------------- |
| 10,7 млрд руб. ▲ 15% | 1,3 млрд руб. ▲ 58% | 13,3 млрд руб. ▲ 34% | 8,9 млрд руб. ▲ 28% |

### 2013 год
| Выручка              | Прибыль             | Активы              | Капитал и резервы   |
| -------------------- | ------------------- | ------------------- | ------------------- |
| 12,8 млрд руб. ▲ 20% | 1,2 млрд руб. ▼ 12% | 12,6 млрд руб. ▼ 5% | 9,8 млрд руб. ▲ 11% |

### 2014 год
| Выручка              | Прибыль             | Активы               | Капитал и резервы    |
| -------------------- | ------------------- | -------------------- | -------------------- |
| 14,4 млрд руб. ▲ 13% | 1,4 млрд руб. ▲ 19% | 16,8 млрд руб. ▲ 34% | 10,8 млрд руб. ▲ 11% |

### 2015 год
| Выручка              | Прибыль              | Активы               | Капитал и резервы   |
| -------------------- | -------------------- | -------------------- | ------------------- |
| 15,9 млрд руб. ▲ 11% | 737,3 млн руб. ▼ 47% | 18,4 млрд руб. ▲ 10% | 11,4 млрд руб. ▲ 6% |

### 2016 год
| Выручка             | Прибыль             | Активы               | Капитал и резервы   |
| ------------------- | ------------------- | -------------------- | ------------------- |
| 16,7 млрд руб. ▲ 5% | 1,2 млрд руб. ▲ 63% | 15,7 млрд руб. ▼ 15% | 11,8 млрд руб. ▲ 4% |

### 2023 год
| Выручка             | Прибыль             | Активы               | Капитал и резервы   |
| ------------------- | ------------------- | -------------------- | ------------------- |
| 23,7 млрд руб. ▼ 7% | 3,6 млрд руб. ▲ 46% | 19,1 млрд руб. ▼ 14% | 11,3 млрд руб. ▲ 7% |

## Продукция
Макаронные изделия выпускаются под марками «Makfa», «Смак» и «Grand di Pasta». Также компания производит крупы в варочных пакетиках (рис длиннозерный, рис круглозерный, рис длиннозерный пропаренный, крупа гречневая, горох колотый, пшено, крупа ячневая, кукурузная, перловая, пшеничная), крупы в мягкой упаковке (греча, рис длиннозерный, рис круглозерный, рис длиннозерный пропаренный, пшеничная «Артек», пшено, горох колотый, манная крупа, перловая, кукурузная), муку и мучные полуфабрикаты оладий и блинов. Дополнительные виды продукции — оливковое масло Grand di Oliva и быстрозамороженные полуфабрикаты (пельмени, вареники) торговой марки «Мишкинский продукт».

## Собственники и руководство
В 1990-е — первой половине 2000-х годов компания принадлежала будущему губернатору Челябинской области Михаилу Юревичу. В 2005 году — передана в семейное управление, председатель совета директоров — его отец Валерий Юревич, также в совет директоров входит его мать Наталья Юревич, директор управляющей компании Вадим Белоусов, директор по коммерции Дмитрий Мешков и заместитель по социальным вопросам Галина Ефимова.
Доля участия членов совета директоров в уставном капитале общества:
- Юревич Валерий Михайлович — 71,42 % акций
- Юревич Наталья Евгеньевна — 19,29 % акций
- Белоусов Вадим Владимирович — 9,29 % акций

В 2017 году Валерий Юревич передал принадлежащие ему 71,42 % акций «Макфы» кипрской компании Rantip Invest Limited. В этом же году АО «МАКФА» перерегистрировано в Москве.

## Национализация компании
28 марта 2024 года Прокуратура Российской Федерации подала иск об изъятии акций компании в доход государства. Бенефициары компании Михаил Юревич и Вадим Белоусов обвиняются в ведении бизнеса, работая в органах государственной власти, тем самым нарушая запреты, установленные законодательством. Михаил Юревич с 2010 по 2014 год занимал пост губернатора Челябинской области, до этого пять лет был главой Челябинска, впоследствии был объявлен в международный розыск по уголовному делу о крупной взятке в размере 3 млрд рублей. Также был подан иск о национализации ряда иных компаний, принадлежащих им. Иск рассматривался Центральным районным судом Челябинска.
8 мая 2024 года Центральный районный суд Челябинска принял решение о национализации и передаче в собственность Росимущества группу компаний. Суд арестовал счета и активы родственников экс-депутата Вадима Белоусова и экс-губернатора Челябинской области Михаила Юревича на общую сумму в 100 трлн. рублей. 
В июне Валерий Юревич направил видеообращение председателю Следственного комитета Александру Бастрыкину, в котором назвал национализацию рейдерским захватом и попросил проверить законность решения челябинского райсуда. Пятого июля 2024 года Челябинский областной суд рассмотрел апелляцию и оставил в силе решение райсуда. 
2 июля 2024 года было принято решение о смене руководства. Позже стало известно о переходе под управление принадлежащему Россельхозбанку ООО «РСХБ-Финанс».